# Iubita piratului
Iubita piratului (în engleză Buccaneer's Girl) este un film american de aventuri romantic Tehnicolor din 1950, regizat de Frederick de Cordova⁠(d), cu Yvonne De Carlo și Philip Friend⁠(d) în rolurile principale.

## Rezumat
Deborah McCoy, o cântăreață din New Orleans, se află pe o navă care este capturată de pirații căpitanului Fredric Baptiste. Baptiste o ține captivă pe McCoy, dar ea scapă în New Orleans și este angajată cântăreață de doamna Brizar, proprietara unei școli pentru domnișoare.
Deborah este trimisă la o petrecere organizată de căpitanul Robert Kingston, șeful Fundației Marinarilor. Robert se dovedește a fi Baptiste. Ea descoperă că Baptiste își folosește activitățile de piraterie pentru a subvenționa Fundația, care sprijină marinarii locali. Robert este logodit cu Arlene Villon.
Omul de afaceri Narbonne descoperă șiretlicul lui Baptiste și îi întinde o capcană. Deborah află totul și se alătură lui Baptiste pe mare. Ei atacă navele lui Narbonne.
Baptiste este capturat de Narbonne, dar Deborah îl ajută să scape.

## Distribuție
- Yvonne De Carlo – Deborah McCoy
- Philip Friend – Frederic Baptiste
- Robert Douglas – Narbonne
- Elsa Lanchester – doamna Brizar
- Andrea King – Arlene Villon
- Norman Lloyd – Patout
- Jay C. Flippen – Jared Hawkins
- Henry Daniell – căpitanul Duval
- Douglass Dumbrille – căpitanul Martos
- Verna Felton – văduvă
- John Qualen – Omul legumă
- Connie Gilchrist – Femeia legumă
- Ben Welden – Tom
- Dewey Robinson – Kryl
- Peggie Castle – Cleo

## Producție

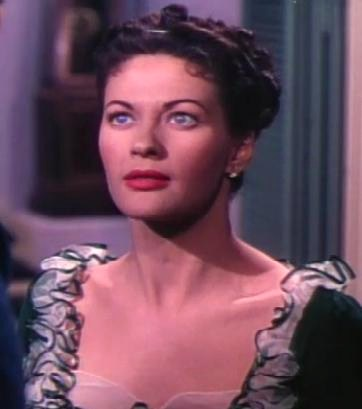
Yvonne De Carlo ca Deborah McCoy, rolul principal

Filmul a fost cunoscut inițial ca Mademoiselle McCoy and the Pirates. În mai 1949, Joseph Hoffman a fost angajat să scrie un scenariu.
Filmul se pare că a fost creat ca un vehicul pentru Yvonne De Carlo. Paul Christian⁠(d) a fost anunțat inițial în rolul principal masculin. Christian a fost înlocuit de Philip Friend⁠(d), pe baza interpretării sale într-un alt film Universal, Spadă în deșert⁠(d) (1949).
Robert Douglas⁠(d) a fost ales ca răufăcătorul principal al filmului, primul dintr-un contract de trei filme pe care l-a avut cu Universal.
Filmările au început în iulie 1949.
Într-un rol secundar a apărut Ethel Ince, văduva lui John Ince⁠(d), jucând primul ei rol în treizeci de ani.
Când a fost întrebată despre Iubita piratului, De Carlo a afirmat: „Ce prostie! Am avut șase lovituri dure în acesta. Și tocmai mă recuperam de la o operație”.

## Primire
De Carlo a scris în memoriile sale că, în timp ce a avut un turneu în Argentina, a primit un telefon de la Eva Perón în care îi lăuda filmele, în special Iubita piratului. De Carlo a scris: „Mai târziu mi-am dat seama că ea s-ar fi putut identifica cu personajul Deborah McCoy, care și-a valorificat poziția de prostituată pentru a ajunge în înalta societate”.
Dudley Early de la ziarul Austin American-Statesman⁠(d) a spus că „[...] această poveste extrem de improbabilă nu reușește să atragă în ciuda prezentării sale”.